# 104P/Коваля
Комета Коваля 2 (104P/Kowal) — короткопериодическая комета из семейства Юпитера, которая была обнаружена 27 января 1979 года американским астрономом Чарльзом Ковалем в Паломарской обсерватории с помощью 122-сантиметрового телескопа системы Шмидта. Она была описана как диффузный объект 17,0 m звёздной величины с небольшой конденсацией  в центре, но без хвоста. Комета обладает довольно длинным периодом обращения вокруг Солнца — чуть более 5,9 года.

Орбита кометы Коваля 2 и её положение в Солнечной системе

## История наблюдений
Первым эллиптическую орбиту кометы рассчитал британский астроном Брайан Марсден, который определил период обращения как равный 6,51 года. Комета наблюдалась всего около двух месяцев вплоть до 28 марта. В 1985 году наблюдать комету не удалось, зато возвращение 1997-1998 годов ознаменовалась значительным превышением уровня яркости над ожидаемыми значениями: предполагалось, что яркость кометы не превысит магнитуду 15,0 m, в то время как уже в середине января она превысила 13,0 m. При этом диаметр комы всегда оставался небольшим и в период наблюдений кометы с ноября по январь находился в диапазоне от 0,8 ' до 1,6 ' угловых минут.
В декабре 2003 года Г. В. Кронк обнаружил комету на снимках, сделанных Лео Боэтином за несколько лет до её открытия. Боэтин (Бангуед, Филиппины) обнаружил комету с помощью своего 8-дюймового ньютоновского рефлектора 12 января 1973 года. Он оценил её магнитуду в 9,5 m, а диаметр комы в 7 ' угловых минут. На следующее утро он вновь наблюдал комету с той же магнитудой, но с комой, увеличившейся до 8 ' угловых минут в поперечнике, а также отметил появление чётко выраженного ядра. В последний раз он наблюдал её 13 января с магнитудой 13,0 m, что было почти пределом для его телескопа. О комете было сообщено в Центральное бюро астрономических телеграмм письмом, но к тому времени, когда оно было получено, Луна сделала дальнейшие наблюдения невозможными и комета была утеряна. По предположению Кронка, в тот год комета подверглась кратковременной вспышке, что и сделало её доступной для наблюдения.
Кадзуо Киносита, исследовав орбитальную эволюцию этой кометы за период с 1946 по 2022 год, обнаружил, что с 1946 года и до сближения с Юпитером (0,9827 а. е.) 15 января 1996 года, орбита комета оставалась довольно стабильной. В XXI веке последовал ряд ещё более тесных сближений в 2004, 2007 и 2019 годах, которые суммарно приблизили перигелий к Солнцу с 1,4 до 1,17 а. е. и сократили период обращения 6,29 до 5,9 года.